# عبدالرحمن یکم
عبدالرحمن بن معاویه بن هشام بن عبدالملک ملقب به عبدالرحمن داخل اولین امیر امارت قرطبه در اندلس بود، او لقب‌های دیگری از جمله داخل یا عبدالرحمن اول را نیز داشت. عبدالرحمن از سال ۷۵۶ تا ۷۸۸ بر اندلس حکومت کرد. عبدالرحمن داخل امور کشور را به خوبی اداره کرد و توانست در طول دوران حکومتش آرامش و ثباتی در اندلس به وجود آورد. او پسرش هشام را به جانشینی خود انتخاب کرد. سرانجام وی در روز ۲۴ ربیع‌الثانی ۱۷۲ (۲ اکتبر ۷۸۷ میلادی) در سن پنجاه و هشت سالگی چشم از جهان بست و پسرش هشام خلافت را به‌دست گرفت.

## زندگی‌نامه
عبدالرحمن در پالمیرا در نزدیکی دمشق در قلب خلافت اموی، پسر شاهزاده اموی معاویه بن هشام و صیغه او رحه، زنی بربر از قبیله نفزا، به دنیا آمد. او نوه خلیفه هشام بن عبدالملک (۷۲۴–۷۴۳) بود. او بیست ساله بود که خانواده‌اش، بنی امیه حاکم، توسط انقلاب عباسی در ۷۴۸–۷۵۰ سرنگون شدند. عبدالرحمن و بخش کوچکی از خانواده‌اش از دمشق که مرکز قدرت امویان بود گریخت. افرادی که با او حرکت می‌کردند شامل برادرش یحیی، پسر چهار ساله‌اش سلیمان و تعدادی از خواهرانش و همچنین غلامش بدر می‌شد. خانواده از دمشق به رود فرات گریختند. در تمام طول مسیر، مسیر پر از خطر بود، زیرا عباسیان سوارانی را به سراسر منطقه فرستاده بودند تا شاهزاده اموی را بیابند و او را بکشند. عباسیان نسبت به همه اعضای بنی امیه که یافتند بیرحم بودند. مأموران عباسی در حالی که عبدالرحمن و خانواده‌اش را در روستایی کوچک پنهان شده بودند، محاصره کردند. او پسر خردسالش را نزد خواهرانش گذاشت و با یحیی گریخت. گزارش‌ها متفاوت است، اما بدر احتمالاً با عبدالرحمن فرار کرده است. برخی از تاریخ‌ها نشان می‌دهد که بدر بعدها با عبدالرحمن ملاقات کرد.

## استقرار سلطنت اموی
اعراب، از همان ابتدای استقرار خود در اسپانیا، جنگ قبیله‌ای را از سر گرفتند. مبارزه بسیار شدید بود و کشور رو به فروپاشی می‌رفت. سرانجام در سال ۷۵۶، یکی از وابستگان خاندان اموی وارد اسپانیا شد و با نام عبدالرحمن اول خود را امیر قرطبه اعلام کرد. اعلام فرمانروایی عبدالرحمن وضعیت جدیدی به وجود آورد. لقب امیر تاکنون از طرف حکامی بکار می‌رفت که از طرف خلیفه به این مقام منصوب شده بودند اما از آنجا که خلفای عباسی مسئول کشته شدن تقریباً همه افراد خانواده اموی بودند، مسئله به رسمیت شناختن خلیفه از طرف عبدالرحمن مطرح نبود. از طرف دیگر او لقب خلیفه را برای خود انتخاب نکرد و همچنین جانشینان او در امور شمال آفریقا که تحت حاکمیت عباسیان بود، دخالت نمی‌کردند تا آنان را علیه خود تحریک نکنند. به هر صورت در جهان اسلام برای اولین بار، یک نهاد سیاسی به وجود آمد که بدون توجیه خود بر اساس عقاید ارتدادی، بر اساس استقلال کامل از جامعه اصلی مسلمانان تشکیل شده بود. عبدالرحمن بعد از پیروزی‌هایی که گاهی با جنگ و گاهی با نیرنگ به‌دست‌آورد تا پایان عمر به بهره‌برداری از صلح و آرامشی که به وجود آمده بود روزگار گذراند. آنچه که در دوران حکومت عبدالرحمن تازگی داشته و مهم بود، این موضوع بود که او مافوقی نداشت و خود نسبت به فرمانروایی بر اسپانیا دارای حقوقی بود. مهم‌ترین مشکلی که عبدالرحمن برای تحکیم حکومت خود با آن مواجه بود تنوع عناصر تابعه‌اش به خصوص از نظر نژادی بود. در درجه اول اعراب بودند که اگر چه تعداد زیادی نبودند ولی موضع مسلطی داشته و قدرتمند بودند. علاوه بر آنان دو گروه مسلمان وجود داشت که شامل بربرها و اهالی بومی اسپانیا می‌شد. تعداد بربرها زیاد بود چرا که اکثریت نیروی انسانی فاتح و متصرف را تشکیل می‌دادند. با این همه عناصر متفاوت و ناهماهنگ، حفظ و نگهداری یک حکومت قوی مشکل بود. شورش‌های زیادی برپا می‌شد. عبدالرحمن با اراده‌ای قوی تمام عناصر مخالف و بزرگان عرب و بربر را شکست داد و نظم و یکپارچگی و اتحاد را به سرزمین اندلس بازگرداند با نیروی شمشیر ثابت کرد که قساوت و سنگدلی‌اش از همه بیشتر و برای تحکیم حکومت از هیچ وسیله مشروع یا غیر مشروعی روی گردان نخواهد بود؛ ولی تمام این پیروزی‌ها را به قیمت از دست دادن دلهای مردم به‌دست‌آورد، ولی شاید عبدالرحمن انتخاب دیگری نداشت، چون وسیله دیگری برای از میان برداشتن بی‌نظمی و شورش‌های مداوم نداشت، و با شورش و بی‌نظمی جز با شدت نباید رو به رو شد. یکی از شیوه‌هایی که عبدالرحمن برای مقابله با این مشکل (شورش‌های اعراب و بربرها) در پیش گرفت، ایجاد سپاه حرفه‌ای و نیرومند بود. این سپاه احتمالاً از بردگانی تشکیل می‌شد که جمع‌آوری آنان از شمال پیرنه آسان بود. بازماندگان عبدالرحمن این سپاه مزدوران را گسترش دادند. این مسئله باعث شد که امیر از اتباع خود جدا و مستقل شود، در نتیجه مشکلات جدید و جدی به وجود آمد. هنگامی که امویان حکومت خود را در سرزمین‌های مفتوحه مستقر می‌کردند، اتفاق مهمی در مرزهای شمالی واقع نشد، اگرچه فعالیت‌هایی در جریان بود. در سال‌های بین ۷۴۰ و ۷۵۵ پادشاهی آستوریاس، در شمال غربی شبه‌جزیره ایبری، قلمرو خود را گسترش دادند.

## سرنوشت بدر
نزدیکترین و باوفاترین یاران او غلام او بدر بود که در روزگاری که مأموران عباسیان عبدالرحمن را تعقیب می‌کردند او را تنها نگذاشت و با شجاعت و هوش و دوراندیشی دولت اندلس و پادشاهی شبه جزیره ایبری را برای عبدالرحمن فراهم کرد، و از جهاتی او را می‌توان ابومسلم دولت امویان اندلس دانست، و در سال‌های اول حکومت عبدالرحمن مهم‌ترین مقام و فرماندهی سپاه را بر عهده داشت؛ ولی در سال‌های آخر عبدالرحمن از او خشمگین و ناراحت شد و او را از مقام‌های خود برکنار کرد و اموال او را ضبط کرد و او را به یکی از قلعه‌های مرزی تبعید کرد. سرانجام بدر در فقر و ناتوانی مرد.

## سازندگی‌های عبدالرحمن

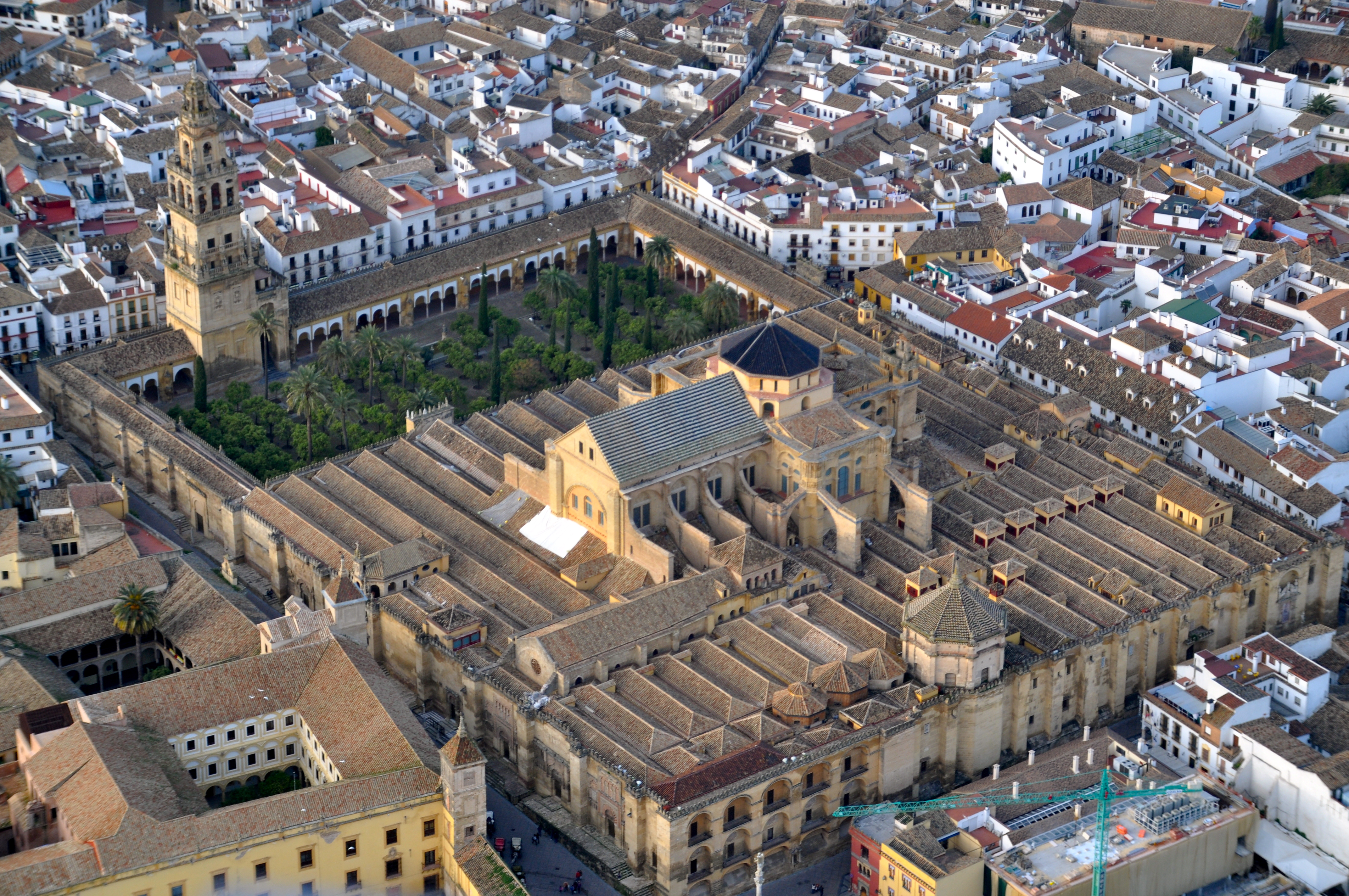
مسجد قرطبه ساخته شده توسط عبدالرحمن داخل

عبدالرحمن به پیروی از خلفای اموی دمشق، مقام حاجب، که به منزله وزیر اول یا وزیر خلیفه می‌باشد را برای خود به وجود آورد و این پست را به نزدیکترین افراد خود که از روز اول از او حمایت کرده بودند داد، و برای هر مسئولیت کسی را به عنوان معاون تعیین کرد که مانند رایزنان یا اعضای شورای عالی کشور بودند. تعیین مسئولان در ابتدای کار بر اساس عصبیت بود ولی بعدها که اعراب برای به‌دست گرفتن حکومت با او مبارزه کردند توجه خود را به بربر به خصوص بربر عدوه (مراکش و شمال آفریقا) و موالی معطوف کرد. عبدالرحمن برای اولین بار در تاریخ اندلس سپاه حرفه‌ای از داوطلبان و مزدوران به وجود آورد و گارد مخصوصی به منظور حراست از خود تشکیل داد که از بربر و بردگان خارجی و موالی بود و تعداد آن به چهل هزار نفر می‌رسید. عبدالرحمن در سال‌های آخر زندگی به فکر تأسیس نیروی دریایی افتاد و نیروی دریایی قابل توجهی برای اندلس به وجود آورد. او در قرطبه و شهرهای دیگر مسجد ساخت. عبدالرحمن در آخرین سال زندگی خود (۱۷۰ هجری) ساخت مسجد جامع قرطبه را شروع کرد البته عمرش وفا نکرد که بنای مسجد را تمام کند و پسرش هشام آن را تکمیل کرد. او در آبادی شهرها مخصوصاً پایتخت اندلس قرطبه تلاش زیادی کرد.

## ضرابخانه
عبدالرحمن در قرطبه دارالضربی مانند دارالسکه شهر شام ساخت که سکه‌های طلا و نقره را به سبک خلافت امویان (از نظر وزن و نقش بر آن) می‌ریختند.

## سیاست عبدالرحمن نسبت به مسیحیان
سیاست عبدالرحمن نسبت به شهروندان مسیحی همراه با عدالت و صلح بود. او هیچ‌وقت به فکر حمله و تصرف سرزمین‌های مسیحیان نیفتاد و به فکر ایجاد زندگی مسالمت‌آمیز و همراه با تفاهم و قراداد صلح با آنان بود.

## ویژگی‌های عبدالرحمن از نظر ابن حیان
ابن حیان مورخ اندلسی عبدالرحمن را این‌گونه توصیف کرده است :
حلمش بر خشمش برتری داشت، با دانش گسترده، تیزهوش و بااحتیاط، با عزیمتی آهنین، دور از ناتوانی، پی در پی در جنبش و حرکت بود، با استراحت و خوشگذرانی آشنایی نداشت، و کارهای مهم را به کسی وانمی‌گذاشت، ولی در تحقق آن تکیه به رای خود تنها نمی‌کرد، شجاع و پیش قدم، دوراندیش، و سخت غضب بود، کمتر به دیگران اطمینان می‌کرد، خوش سخن و بلیغ، شاعر و کریم بود، با گشاده‌دستی عطا می‌کرد، لباس سپید می‌پوشید و عمامه سپید بر سر می‌گذاشت و این رنگ را ترجیح می‌داد، هیبت او را دوست و دشمن در دل داشتند، در تشییع جنازه حاضر می‌شد، و بر مردگان نماز می‌گزارد، و هر روز جمعه و عیدی را که در پایتخت بود بر مردم امامت کرده، و خطبه نماز را ایراد می‌کرد، از مریضان عیادت می‌نمود.
 ابن حیان از طرف دیگر عبدالرحمن را در شدت عمل و قساوت به ابوجعفر تشبیه می‌کند.

## نبرد با استاندار
یوسف بن عبدالرحمن الفهری تازه در ساراگوسا (۷۵۵) یک شورش را شکست داده بود که در سال ۷۵۵ علیه لشکرِ قومیتِ باسکهای پامپلونا شروع به یک لشکرکشی کرد، ولی گروه گسیل شده منهدم شد.
این لحظهٔ گزیده شده توسط شاهزاده اموی عبدالرحمن بن معاویه بن هشام بن عبدالملک بود، شاهزاده‌ای که چند سال پیش سوریه را ترک کرده بود تا از دست عباسیان بگریزد و در سواحل جنوبی اسپانیای کنونی پیاده شود.
وی راه خود را با هدف به چنگ آوردن سنگرهای مهم جنوبی مانند مالاگا و سویل ادامه داد.
در آغاز درآمدن عبدالرحمن به اندلس، نیروهای اندلس دو دسته شدند. هر دو فرمانده ادعای بیعت با هر دو گروهِ بربر و جُندِ سوریه را داشتند. به‌طور کلی، یگانهای یمنی در گروه دوم به رقیب اموی پیوستند، در حالی که رقبای مضر و قیس آنها به یوسف وفادار ماندند.
پس از تلاش برای سازش (ناموفق) با عبدالرحمن که به موجب آن شاهزاده اموی پس از یوسف جانشینش می‌شد، یوسف الفهری در نبرد مصاره درست در خارج از قرطبه در مارس ۷۵۶ از عبدالرحمن، شکست خورد و اینگونه عبدالرحمن نخستین امیر مستقل قرطبه شد.
یوسف توانست از میدان نبرد در شمال بگریزد و راه خود را به سمت تولدو باز کند و احتمالاً درآغاز تلاش در بازپس‌گیری سویل داشت ولی کامیاب نشد.
یوسف شاید در عقب‌نشینی خود به تولدو کشته شده باشد ولی دیگر گزارش‌ها خبر از زندگی او در آن دژ به مدت دو یا سه سال می‌دهند، جایی که سرانجام از سوی برخی از یاران خود کشته شد.